# Can Xim
Can Xim és una masia de Gelida (Alt Penedès) protegida com a Bé Cultural d'Interès Local.

## Descripció
Masia formada per un volum simple de planta rectangular amb coberta a dues aigües. Destaca el portal adovellat, rellotge de sol modern.
És una casa d'origen medieval possiblement als segle xiv ja existia. Actualment fa funció de residència casa de pagès.